# 線上機器學習
在計算機科學中，線上機器學習是一種機器學習的方法，在設定下資料有次序的提供，而我們必須在每個時間點更新預測模型以處理未來的資料；相較之下，批次學習的方法則是對於整個訓練資料集產生一個最好的預測模型。
1. ↑  . blog.csdn.net.   [2024-12-05].